# Mao Anying
Mao Anying (en chino: 毛岸英; pinyin: Máo Ànyīng; 24 de noviembre de 1922-25 de noviembre de 1950) fue el hijo mayor de Mao Zedong y Yang Kaihui.
Educado en Moscú y veterano de múltiples guerras, Mao fue abatido en el frente durante un ataque aéreo en el transcurso de la guerra de Corea.

## Primeros años
Mao Anying nació en el Hospital Central Universitario de la Universidad de Xiangya Sur en la ciudad de Changsha, en la provincia de Hunan. Su madre, Yang Kaihui, segunda esposa del líder comunista chino Mao Zedong, fue ejecutada por el Kuomintang en 1930. Él y su hermano menor, Mao Anqing, escaparon a Shanghái, donde asistieron a una guardería dirigida por la clandestinidad comunista. En Shanghái, vivieron con el pastor Dong Jianwu, quien era miembro del Partido Comunista de China.

## Segunda Guerra Mundial

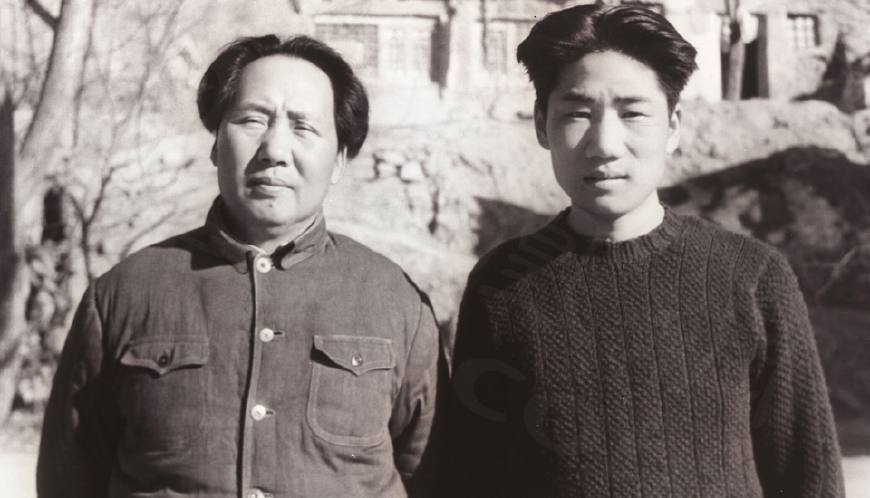
Mao Zedong junto a su hijo Anying en la década de 1940.

Mao pasaría a estudiar en la Unión Soviética junto a su hermano Anqing bajo el nombre de "Sergei Yun Fu".
Durante la Segunda Guerra Mundial, Anying y su hermano se unieron a las filas del Ejército Rojo. Anying sirvió como oficial de artillería en la lucha contra la Alemania nazi en Polonia.

## Guerra de Corea y muerte
En noviembre de 1950, Mao estaba sirviendo en el Ejército Popular de Voluntarios (EPV) como secretario y traductor de ruso para el Comandante del EPV, Peng Dehuai. Mao estaba estacionado en los cuarteles generales del EPV, en unas cuevas cerca de un antiguo asentamiento minero. En la noche del 24 de noviembre, dos aeronaves de las Naciones Unidas modelo P-61, en una misión de reconocimiento fotográfico, fueron avistados. No obstante, las cuevas ofrecían una excelente protección de los ataques aéreos.
De acuerdo con múltiples testigos chinos, en algún momento entre las 10 de la mañana y la tarde del 25 de noviembre cuatro aviones Douglas A-26 "Invaders" lanzaron bombas de napalm en el área. Una de las bombas destruyó un edificio improvisado cerca de las cuevas, matando a Mao Anying y otro oficial. Se han dado diversas razones contradictorias sobre por qué Mao Anying se encontraba en el edificio, incluidas insinuaciones de que estaba cocinando alimentos en violación de la normativa del Ejército chino, escondiendo documentos o durmiendo durante el día debido a sus tareas nocturnas.
La única unidad que operaba los A-26 en Corea en aquellos tiempos era el 3.º Grupo Bombardero de la Fuerza Aérea de los EE. UU. Algunas fuentes afirman, probablemente de forma incorrecta, que el piloto responsable era el capitán G. B. Lipawsky de la Fuerza Aérea de Sudáfrica. Sin embargo, el único avión pilotado por sudafricanos en Corea fue el bombardero de combate Mustang, que era difícil de confundir con el más grande y bimotor A-26.
Algunos ciudadanos chinos conmemoran el día de la muerte de Mao Anying como el "Día de Acción de Gracias Chino" celebrando comidas y compartiendo fotos de arroz frito con huevo, pues según la creencia es lo que Mao Anying cocinaba en el campamento.
Mao fue enterrado al parecer en Pionyang, la capital de Corea del Norte, en el "Cementerio de los Héroes del Ejército Popular de Voluntarios Chino", aunque algunas fuentes afirman que su cuerpo fue trasladado más tarde a Pekín. Otras fuentes aseguran que la caída en desgracia de Peng Dehuai, tras el Gran Salto Adelante y la Revolución Cultural, estaba relacionada con la muerte de Mao Anying porque parece que Mao Zedong le consideraba responsable de la misma.